# MacOS Sonoma
macOS Sonoma (versiunea 14) este cea mai recentă versiune majoră a macOS, sistemul de operare Apple pentru computerele Macintosh. Succesorul macOS Ventura, a fost anunțat la WWDC 2023 pe 5 iunie 2023 și lansat pe 26 septembrie 2023. Este numit după regiunea viticolă situată în comitatul Sonoma din California.
Prima versiune beta pentru dezvoltatori a fost lansată pe 5 iunie 2023, iar macOS Sonoma a intrat în beta publică pe 11 iulie 2023.

## Funcții noi
macOS Sonoma include o serie de funcții și îmbunătățiri noi, concentrate în principal pe productivitate și creativitate:
- Widgeturile au fost complet renovate. Acestea nu mai sunt limitate la Centrul de notificări, ci pot fi plasate oriunde pe ecran, iar selectorul de widget-uri a fost reproiectat pentru a semăna cu versiunea iPadOS.
- Ecranul de blocare a fost reproiectat pentru a include o dată și o oră similare cu iOS și iPadOS. Butoanele de pornire au devenit un meniu contextual.
- Aplicațiile de videoconferință pot suprapune videoclipul webcam al prezentatorului peste partajarea ecranului.
- Pictogramele aplicațiilor au fost mai rotunjite.
- Bara de căutare Spotlight a fost mai rotunjită, iar lățimea sa a fost redusă.
- Modificări Safari:
  - Profilurile de navigare permit seturi separate de marcaje, extensii și cookie-uri, care pot fi folosite pentru a separa, de exemplu, o configurare personală de una de serviciu.
  - Partajarea parolelor permite mai multor persoane să aibă acces la aceeași colecție de parole ale site-ului web și să le actualizeze după cum este necesar, cu modificările sincronizate pe toate dispozitivele înscrise.
  - Aplicațiile web Safari permit utilizatorului să adauge orice site web la Dock și să-l deschidă într-o interfață Safari simplificată, la fel ca o aplicație. O caracteristică similară este disponibilă în Google Chrome. Această caracteristică este oarecum diferită de aplicațiile web progresive, deoarece nu necesită muncă suplimentară din partea dezvoltatorilor de site-uri web.
- Modificări iMessage:
  - Filtre de căutare mai precise: de exemplu, numele contactului poate fi combinat cu un termen de căutare pentru a căuta termenul într-o anumită conversație.
  - Catch-up permite utilizatorului să sară rapid la primul mesaj necitit dintr-o conversație.
  - Autocolantele iMessage au o nouă interfață de selecție.
- Apple TV are acum o bară laterală în loc de o bară de sus.
- Modul joc optimizează performanța jocului prin prioritizarea sarcinilor de joc și alocând mai multă capacitate GPU și CPU jocului.
- Noi screen savers cu încetinitorul din diferite locații din întreaga lume. Când sunteți autentificat, acestea se transformă în imaginea de fundal de pe desktop.
- Animații mai fluide pentru mai multe zone, cum ar fi panoul de notificare și ecranul de blocare.
- Utilizatorii pot reacționa cu mâinile și vor apărea animații pe baza gestului mâinii.
- Decodarea hardware AV1 a fost introdusă pe dispozitivele cu suport pentru decodare hardware AV1, cum ar fi Mac-urile cu SoC-uri din familia Apple M3.
- Print Center, o aplicație utilitare care se întoarce de la Mac OS X Tiger, a fost reintrodusă pentru gestionarea lucrărilor de imprimare, vizualizarea diferitelor cozi de imprimantă și întreruperea sau ștergerea lucrărilor de imprimare.

## Cerințe de sistem
macOS Sonoma acceptă Mac-uri cu Apple silicon și cipuri Intel Xeon-W și a 8-a generație Coffee Lake/Amber Lake sau ulterioare și renunță la suportul pentru diferite modele lansate în 2017, marcând oficial sfârșitul suportului pentru Mac-uri fără afișaj Retina și toate modelele de MacBook de 12 inchi. iMac-ul 2019 este singurul Mac Intel acceptat de Sonoma care nu are un cip T2. Sonoma acceptă următoarele modele de Mac:
- iMac (2019 sau mai recent)
- iMac Pro (2017)
- MacBook Air (2018 sau mai recent)
- MacBook Pro (2018 sau mai recent)
- Mac Mini (2018 sau mai recent)
- Mac Pro (2019 sau mai recent)
- Mac Studio (toate modelele)

1. ↑   https://support.apple.com/en-us/122069 Lipsește sau este vid: |title= (ajutor)